# Gösta Lindeskog
Gösta Rudolf Edvard Lindeskog (* 27. Dezember 1904 in Östra Eds församling (Kalmar län, Schweden); † 2. Juni 1984 in Uppsala) war ein schwedischer evangelisch-lutherischer Theologe und Hochschullehrer.

## Leben und Wirken
Lindeskog ist der Sohn von Rudolf Lindeskog und Anna Pettersson. Nach seinem Studium der Philosophie, das Lindeskog im Jahre 1927 mit einem Master of Philosophy abschloss, führte er sein Theologiestudium weiter fort und beendete es im Jahre 1931 mit einem Bachelor of Theology. Im Jahre 1935 erwarb er das Lizentiat in Theologie, um dann 1938 zum doctor theologiae promoviert zu werden. Noch im selben Jahr wurde er zum Associate Professor für Exegese des Neuen Testaments berufen.
Er wurde 1947 ordiniert. Weitere Stationen in seinem Leben waren die Lehrtätigkeiten am Sigtunaskolan Humanistiska Läroverket (1931–1932), Dozent an der Katedralskolan in Uppsala (1940–1964), Direktor der Sigtunastiftung (1943–1948) und Professor für Biblische Exegese an der Åbo Akademi (1964–1974).
An offiziellen Ämtern nahm er von 1938 bis 1942 den Vorsitz der Sveriges kristliga gymnasiströrelse, dann 1939–1941 im Sveriges förenade studentkårer (SFS), einer vereinigten Studentengewerkschaft, ein. Er war ferner Sekretär der Svenska Exegetiska Sällskapet, der Uppsalaer Exegese-Gesellschaft (1936–1952), Vorsitzender der Kristendomslärarnas förening (1942–1949), am Uppsala förskoleseminarium (1946–1963), Vorstandsmitglied am Svenska teologiska institutet, dem schwedischen Institut für Theologie in Jerusalem (1950–1977), das er auch als Inspektor (1959–1979) betreute, sodann Vorstandsvorsitzender der Sigtuna folkhögskola (1959–1978) und Direktor des Religionspedagogiska institutet, des Instituts für Religionspädagogik (1953–1977).
Lindeskog wurde 1941 Mitglied der Nathan Söderblom-Sällskapet (Societas Soederblomiana Upsaliensis) und 1954 der Kungliga Vetenskapssamhället i Uppsala.
Lindeskog war mit Karin Lindeskog, geborene Sahlin (1908–1998) verheiratet, das Paar hatte vier Kinder.

## Publikationen (Auswahl)
- Studien zum neutestamentlichen Schöpfungsgedanken (1952)
- Judarnas Jesus (1972)
  - Die Jesusfrage im neuzeitlichen Judentum. Ein Beitrag zur Geschichte der Leben-Jesu-Forschung. Wissenschaftliche Buchgesellschaft, Darmstadt 1973, ISBN 3-534-06347-3.
- Der Staat im Neuen Testament. In: Scripta Instituti Donneriani Aboensis, Volume 6, Number 1, 1972, S. 57–79 ( auf journal.fi)
- Nordische Literatur zum Neuen Testament 1939–1949. In: Theologische Rundschau 18, No. 4 (1950), S. 288–317
- Logia‐studien.In:  Studia Theologica – Nordic Journal of Theology, Volume 4, 1950, Issue 2, S. 129–189